# Tenis ziemny na Igrzyskach Małych Państw Europy 2005
Tenis ziemny na Igrzyskach Małych Państw Europy 2005 – turniej tenisowy, który był rozgrywany w dniach 31 maja–5 czerwca 2005 roku podczas igrzysk małych państw Europy w Andorze. Zawodnicy zmagali się na obiektach L'Aldosa Sport Complex in La Massana. Tenisiści rywalizowali w czterech konkurencjach: singlu i deblu mężczyzn oraz kobiet.

## Medaliści
| Konkurencja             | Złoty medal                 | Srebrny medal                         | Brązowy medal                                                             |
| gra pojedyncza mężczyzn | Benjamin Balleret           | Boris Pašanski                        | Guillaume Couillard Arnar Sigurdsson                                      |
| gra pojedyncza kobiet   | Mandy Minella               | Stephanie Vogt                        | Lisa Camenzuli Lynn Philippe                                              |
| gra podwójna mężczyzn   | Laurent Bram Gilles Kremer  | Benjamin Balleret Guillaume Couillard | Raj Bonifacius Arnar Sigurdsson Gian Carlo Besimo Jiri Lokaj              |
| gra podwójna kobiet     | Mandy Minella Lynn Philippe | Johanna Hemmerle Stephanie Vogt       | Lisa Camenzuli Stephanie Pace Rakel Petursdóttir Sigurlaug Sigurdardottir |

### Tabela medalowa
| Miejsce | Państwo       | Złoto | Srebro | Brąz | Razem |
| ------- | ------------- | ----- | ------ | ---- | ----- |
| 1       | Luksemburg    | 3     | 0      | 1    | 4     |
| 2       | Monako        | 1     | 1      | 1    | 3     |
| 3       | Liechtenstein | 0     | 2      | 1    | 3     |
| 4       | Malta         | 0     | 1      | 2    | 3     |
| 5       | Islandia      | 0     | 0      | 3    | 3     |
|         | Razem         | 4     | 4      | 8    | 16    |